# Ass Burgers
«Ass Burgers» (en España y en Hispanoamérica «Ano Burger») es el octavo episodio de la decimoquinta temporada de la serie animada de televisión South Park, y el episodio Nº 217 de la serie en general. El episodio tiene una clasificación TV-MA-L en los Estados Unidos. «Ass Burgers» salió al aire en Comedy Central en los Estados Unidos el 5 de octubre de 2011. En este episodio el cinismo de Stan se diagnostica erróneamente como síndrome de Asperger. Cartman confunde la palabra con «ass-burger» y abre un puesto de comida en la que el ingrediente secreto consiste en el relleno de su ropa interior en forma de hamburguesas.
Continuar los eventos puestos en marcha en «You're Getting Old» resultó ser una tarea difícil para los cocreadores Trey Parker y Matt Stone, así como su equipo de redacción. Aunque varias alternativas en las que se sugirieron el show continuó con una narrativa cambiado, por lo general, decidieron que sería mejor si el show «se resetea» de vuelta a la normalidad. Aunque ambos eran reacios a volver al equilibrio de la serie, ambos señalaron que hacer lo contrario habría puesto demasiado énfasis en el drama, en vez de la comedia.

## Trama
Stan está tratando de adaptarse al divorcio de sus padres, mientras que su cinismo le hace estallar de frustración en plena clase. La depresión de Stan se diagnostica erróneamente como síndrome de Asperger porque él recibió una vacuna contra la gripe el año anterior. Llevado a un  Centro de Terapia con un Grupo de Asperger, Stan es recibido por un médico que le presenta a un grupo de pacientes, todos exhibiendo una variedad de comportamientos extraños. Al quedarse solo, sin embargo, todos los pacientes abandonan rápidamente su acto, y el falso médico revela que no sólo ninguno de los presentes tiene la condición, sino que ni siquiera creen que existe. Stan se entera de que el centro es en realidad una fachada para la percepción subjetiva de cínicos luchadores por la libertad que creen que el mundo realmente es una inmundicia, justo como Stan lo ha estado viendo, y que algún tipo de fuerza sobrenatural está impidiendo que el resto del mundo de lo note. El líder, que es una parodia de Morfeo de Matrix, le da Stan una copa del Jameson Irish Whiskey como "suero" para que pueda interactuar con el "mundo de la ilusión", y le encomienda convencer a otros a ver el mundo como lo hacen.
Mientras esto ocurre, Cartman, al malinterpretar la condición como "Ass Burgers", hace intentos de falsificar esta condición en la escuela poniéndose de relleno en su ropa interior con hamburguesas . Aunque esto no funciona, Cartman da una de las hamburguesas a Kyle, quien declara que es deliciosa sin saber que Cartman las tenía en su ropa interior. Esto motiva a Cartman iniciar un puesto de comida con Kyle llamada Cartman Burger, en la que se venden hamburguesas que salen con un condimento especial, el cual es producido al guardarlas en sus nalgas durante un tiempo. En estado de ebriedad, Stan, sin éxito, intenta hacer las paces con Kyle alegando que él no merecía sus desplantes pero hablándole de la encomienda del Líder, Kyle explica que las cosas han cambiado de manera irreversible y que él debe permanecer en Cartman Burger. Al día siguiente, Stan es enviado armado y ebrio a una reunión secreta de los representantes corporativos de cadenas de comida rápida más populares de Estados Unidos, que han perdido ventas debido a la popularidad de Cartman Burger. Los representantes, quien no saben nada de los cínicos luchadores deducen que las hamburguesas de Cartman contienen ingredientes de todos sus productos, que se infunden en Cartman Burger a través de algún tipo de gas. Cuando Stan llega y pierde la conciencia por el alcohol, los agentes de los restaurantes le atan y le interrogan sobre el ingrediente secreto.
Como Stan no sabe el ingrediente, los representantes supervisan posteriormente una conversación entre él y Kyle sobre el ingrediente, pero cuando Kyle le dice a Stan que sólo Cartman conoce el ingrediente secreto, los agentes de los restaurantes, ya hastiados de tanta inutilidad asaltan la base antes de los luchadores por la libertad gravemente borrachos llegan y les disparan a matar. Stan, sin embargo, se niega a beber más whisky, y se da cuenta de que a pesar de que ya no puede estar con sus dos padres y Kyle ya no es su mejor amigo, él ahora está entusiasmado por la perspectiva del cambio en lugar de miedo de ella, alegando esto podría ser el comienzo de nuevas aventuras originales para todos. Sin embargo, Randy aparece y anuncia que él y Sharon han resuelto sus diferencias y se reconcilian. Esto le sorprende y molesta a Stan, y recae en la depresión de cómo, en un montaje, todo vuelve a la normalidad. Los Marsh regresan su casa juntos, y Kyle vuelve aborrecer a Cartman y cierra Cartman Burger después de averiguar exactamente lo que el ingrediente secreto era.
Después de que Stan despierta en la mañana del día siguiente, Kyle, Cartman y Kenny aparecen en su dormitorio y le invitan al cine con ellos. Resignado a su suerte, Stan a regañadientes se une a ellos, tomando un trago de whisky en su salida.